# Classe Chidori
La classe Chidori (千鳥型水雷艇, Chidori-gata suiraitei) est une classe de torpilleurs de la Marine impériale japonaise construite entre 1931-34 et ayant servi durant la Seconde Guerre mondiale.
S'étant avéré avoir trop d'armement en fonction de la coque après le chavirage du Tomozuru (en) lors d'une tempête, la classe a subi une refonte pour remédier à ce problème.

## Contexte
En 1930, le traité naval de Londres prévoit une limite de construction de destroyers japonais. L'État-major de la marine impériale japonaise décide donc de construire des torpilleurs car les navires de moins de 600 tonnes ne sont pas soumis à limite. Le but est d'avoir au moins la moitié de l'armement des destroyers de la classe Fubuki.
Quatre unités sont construites initialement au 1er plan de réarmement japonais. Aux essais le centre de gravité montre un gros surpoids de 92 tonnes. Malgré la refonte de la classe, la modèle se montre insuffisant et le reste de la classe n'est pas mis en travaux.

### Armement d'origine
- Trois canons de 127 mm : une tourelle motorisée sur le gaillard d'avant et une tourelle double motorisée sur l'arrière.
- Une mitrailleuse anti-aérienne de 12,7 mm ou un canon automatique Vickers-Armstrong de 40 mm selon des sources différentes.
- Deux double tubes lance-torpilles de 533 mm en poupe (8 torpilles embarquées) et 9 charges de profondeur.

Cet armement représentait plus de 22 % du déplacement du navire. De ce fait la refonte des bâtiments vit la suppression de la tourelle arrière et son remplacement par un canon automatique de 25 mm Type 96 bien plus léger. L'armement principal fut remplacé par le canon de 120 mm Type 3. Le nombre de tubes lance-torpilles est diminué de moitié, mais le nombre de charges de profondeur passe de 9 à 48.

## Conception
Le Département technique de la marine impériale japonaise (Kampon) a mis en construction cette grande série d'escorteurs en poursuivant leur simplification. En raison de la pénurie de moteurs diesel, le Type D est alimenté par un moteur à turbine augmentant un peu leur vitesse, en réduisant de 200 tonnes leur déplacement et en réduisant leur armement anti-aérien. Seul est préservé leur armement de lutte anti-sous-marine.
La Classe de Type C a reçu des numéros impairs et le Type D des numéros pairs.
L'emploi d'éléments préfabriqués permit un gain de temps autorisant une construction d'une durée de 3 à 4 mois.

## Service
En 1937, les 4 unités sont au sein de la 21e flottille de torpilleurs jusqu'en 1941 et participe à la Bataille de Shanghai (1937).
Puis ils ont servi comme escorteurs lors de la bataille des Philippines (1941-42) et la campagne des Indes orientales néerlandaises (1941-43).
Ils ont continué ce rôle d'escorteur de convois durant la Seconde Guerre mondiale. Trois ont été coulés et le quatrième saisi par les Britanniques à Hong Kong après la capitulation du Japon.

## Les unités
| Nom                                 | Chantier naval              | Quille           | Lancement        | Service          | Fin de carrière | Photo |
| ----------------------------------- | --------------------------- | ---------------- | ---------------- | ---------------- | --- | ----- |
| Chidori (千鳥, "Pluvier")           | Arsenal naval de Maizuru    | 13 octobre 1931  | 1er avril 1933   | 20 novembre 1933 | Torpillé le 21 décembre 1944 par l'USS Tilefish (SS-307),à l'ouest de Omaezaki, à la position 34° 33′ N, 138° 02′ E. Rayé des registres de la Marine le 10 février 1945. |       |
| Manazuru (真鶴, "Grue à cou blanc") | Chantiers navals Fujinagata | 22 décembre 1931 | 11 juillet 1933  | 31 janvier 1934  | Coulé le 1er mars 1945 par une attaque aérienne sur Naha, à la position 26° 17′ N, 127° 35′ E. Rayé des registres de la Marine le 10 mai 1945.                           |       |
| Tomozuru (友鶴, "Grue")             | Arsenal naval de Maizuru    | 11 novembre 1932 | 1er octobre 1933 | 24 février 1934  | |       |
| Hatsukari ((初雁, "Oie sauvage")    | Chantiers navals Fujinagata | 6 avril 1933     | 19 décembre 1933 | 15 juillet 1934  | |       |